# Большая Бургуста (хутор)
Большая Бургуста — хутор в Пролетарском районе Ростовской области.
Входит в состав Ковринского сельского поселения.

## География
Хутор расположен у границы Пролетарского и Орловского районов в пределах Сальско-Манычской гряды, являющейся широтным продолжением Ергенинской возвышенности, при балке Большая Бургуста (бассейн Маныча), на высоте 128 метров над уровнем моря. Рельеф местности — холмисто-равнинный. В балке имеются пруды, вокруг хутора имеются защитные лесонасаждения. Распространены чернозёмы южные. Почвообразующие породы — глины и суглинки.
По автомобильной дороге расстояние до Ростова-на-Дону составляет около 270 км, до районного центра города Пролетарск — 51 км, до административного центра сельского поселения хутора Коврино — 5 км.
Часовой пояс
Большая Бургуста, как и вся Ростовская область, находится в часовой зоне МСК (московское время). Смещение применяемого времени относительно UTC составляет +3:00.

## История
Основан в конце XIX века как временное поселение Больше-Бургустинское в юрте калмыцкой станицы Денисовской. Согласно данным первой Всероссийской переписи населения 1897 года в поселении Больше-Бургустинском проживало 186 душ мужского и 159 женского пола. Согласно алфавитному списку населенных мест Области войска Донского к началу 1915 года в поселении Большая Бургуста имелось 17 дворов, проживало 67 душ мужского и 69 женского пола.
В результате Гражданской войны и переселения на территорию образованной в 1920 году Калмыцкой АО калмыцкое население края резко сократилось. Согласно первой Всесоюзной переписи населения 1926 года население хутора составило 499 человек, калмыки в хуторе не проживали, большинство населения составили великороссы — 367.

## Население
Динамика численности населения
| 1897 | 1915 | 1926 |
| ---- | ---- | ---- |
| 345  | 136  | 499  |

| 2010 |
| ---- |
| 75   |

## Улицы
На хуторе имеется одна улица — Зелёная.